# CD Linares
Club Deportivo Linares – hiszpański klub piłkarski, miał siedzibę w mieście Linares.